# Hypocrea tulasneana
Hypocrea tulasneana är en svampart som tillhör divisionen sporsäcksvampar, och som först beskrevs av Charles Bagge Plowright. Hypocrea tulasneana ingår i släktet svampdynor, och familjen Hypocreaceae. Arten är reproducerande i Sverige.